# Ideopsis curtisi
Ideopsis curtisi är en fjärilsart som beskrevs av Moore 1883. Ideopsis curtisi ingår i släktet Ideopsis och familjen praktfjärilar. Inga underarter finns listade i Catalogue of Life.